# Valluga
Valluga är ett berg i Österrike.   Det ligger i distriktet Bludenz och förbundslandet Vorarlberg, i den västra delen av landet, 500 km väster om huvudstaden Wien. Toppen på Valluga är 2 809 meter över havet, eller 668 meter över den omgivande terrängen. Bredden vid basen är 11,7 km.
Terrängen runt Valluga är huvudsakligen bergig, men den allra närmaste omgivningen är kuperad. Närmaste större samhälle är Mittelberg, 18,9 km norr om Valluga. 
Trakten runt Valluga består i huvudsak av gräsmarker. Runt Valluga är det ganska glesbefolkat, med 27 invånare per kvadratkilometer.